# Jonathan Villagra
Jonathan Villagra, né le 28 mars 2001 à Santiago au Chili, est un footballeur chilien. Il joue au poste de défenseur central à Colo-Colo.

## Biographie

### En club
Né à Santiago au Chili, Jonathan Villagra commence le football au CD Cobreloa avant d'être formé par l'un des clubs de la capitale, l'Unión Española, qu'il rejoint à l'âge de quinze ans. Initialement milieu offensif, il est repositionné défenseur central durant sa formation à l'Unión Española.
Villagra joue son premier match en professionnel le 15 février 2021, lors d'une rencontre de championnat face au CD Cobresal. Il est titularisé et son équipe s'incline par quatre buts à un. Le 17 mars 2021, Villagra fait sa première apparition en Copa Libertadores, face aux Équatoriens de l'Independiente del Valle. Il est titularisé et son équipe s'incline par six buts à deux.
Le 21 mai 2022, Jonathan Villagra inscrit son premier but en professionnel lors d'une rencontre de championnat face au CD Coquimbo Unido. Il est titularisé et participe à la victoire de son équipe par quatre buts à deux,.
Le 9 août 2024, lors du mercato d'été, Jonathan Villagra rejoint le Colo-Colo, l'un des clubs les plus importants du pays.

### En sélection
En janvier 2024 il est sélectionné avec l'équipe du Chili olympique pour participer au Tournoi pré-olympique de la CONMEBOL 2024.

## Vie privée
Jonathan Villagra cite son compatriote Arturo Vidal comme son modèle en tant que footballeur.